# QBE (страховая компания)
Страховая группа QBE (англ. QBE Insurance Group) — австралийская страховая компания, работает в 27 странах, включает бермудскую перестраховочную компанию Equator Re. Штаб-квартира компании находится в Сиднее.
В списке крупнейших публичных компаний мира Forbes Global 2000 за 2021 год QBE заняла 1105-е место (839-е по размеру выручки, 838-е по активам и 1557-е по рыночной капитализации).

## История
В октябре 1886 года двое молодых шотландцев Джеймс Бёрнс (англ. James Burns) и Роберт Филп (англ. Robert Philp) основали The North Queensland Insurance Company (QI, Страховая компания Северного Квинсленда). К 1890 году QI имела уже более 36 агентств в таких странах и городах, как Лондон, Гонконг, Сингапур, Новая Зеландия и островах Тихого океана. В 1904 году было открыто отделение в Лондоне, а в 1924 году в Нью-Йорке. В 1921 году Бёрнс при участии Royal Bank of Canada основал ещё одну страховую компанию, Bankers’ and Traders’ Insurance Company (Страховую компанию банкиров и торговцев). В 1959 году ими совместно была куплена компания The Equitable Probate and General Insurance. В 1973 году все три компании объедились в QBE Insurance Group («QBE» — начальные буквы названий трёх компаний), тогда же акции компании были размещены на австралийской фондовой бирже.

## Деятельность
Страховые премии за 2020 год составили 14,64 млрд долларов США, из них 30,4 % пришлось на страхование имущества, 14,1 % на сельскохозяйственное страхование, 12,1 % на автострахование. Страховые выплаты составили 12,3 млрд долларов. На инвестиции пришлось 27,7 млрд долларов активов, из них 16 млрд было вложено в корпоративные облигации, 5,6 млрд в гособлигации.
Основные подразделения:
- Северная Америка — страхование и перестрахование в США (преобладает страхование урожая); страховые премии 4,78 млрд долларов.
- Международные операции — страхование в Канаде, Великобритании и других странах Европы, Гонконге, Малайзии, Сингапуре и Вьетнаме, а также перестрахование; страховые премии 5,86 млрд.
- Австралия и Океания — страховые премии 4,08 млрд[1].

|                     | 2011  | 2012  | 2013   | 2014  | 2015  | 2016  | 2017   | 2018  | 2019  | 2020   |
| ------------------- | ----- | ----- | ------ | ----- | ----- | ----- | ------ | ----- | ----- | ------ |
| Страховые премии    | 18,29 | 18,43 | 17,98  | 16,33 | 15,09 | 14,40 | 13,33  | 13,66 | 13,44 | 14,64  |
| Чистая прибыль      | 0,704 | 0,761 | -0,254 | 0,742 | 0,687 | 0,844 | -1,212 | 0,567 | 0,571 | -1,517 |
| Активы              | 46,74 | 50,75 | 47,27  | 45,00 | 42,18 | 41,58 | 43,86  | 39,58 | 40,04 | 46,62  |
| Собственный капитал | 10,39 | 11,36 | 10,36  | 11,03 | 10,51 | 10,28 | 8,859  | 8,381 | 8,153 | 8,492  |